# Friedrich Heilbron
Friedrich Gottlieb Maximilian Heilbron (* 3. November 1872 in Berlin; † 23. September 1954 ebenda), in Veröffentlichungen oft auch kurz Fritz Heilbron, war ein deutscher Diplomat und Staatsbeamter. Er amtierte zweimal (1920 bis 1921 und 1923) als Reichspressechef.

## Leben und Wirken
Nach dem Schulbesuch studierte Heilbron Philosophie, Philologie und Staatswissenschaften in Kiel und Berlin. 1895 wurde er Berliner Berichterstatter beim Hamburgischen Correspondenten. 1902 fand er eine Anstellung im Pressereferat des Auswärtigen Amtes. 1904 wurde er zum Vizekonsul und 1907 zum ständigen Hilfsarbeiter und Legationsrat befördert. 1915 wurde Heilbron zum Wirklichen Legationsrat befördert und in der Nachfolge Hammanns zum Vortragender Rat ernannt. 1917 wurde er mit der Leitung des Referates Inlandpresse betraut. 1918 wurde er in den einstweiligen Ruhestand versetzt.
Während der Weimarer Republik war Heilbron vom 1. August 1920 bis zum 18. Juni 1921 Reichspressechef der Regierung von Constantin Fehrenbach und vom 16. Januar bis zum 19. August 1923 Reichspressechef der Regierung von Wilhelm Cuno. 
Über die Presse, die Pressekonferenz und die Presseabteilung schrieb er ausführlich im von Paul Herre und Kurt Jagow herausgegebenen Nachschlagewerk Politisches Handwörterbuch (1923).
Ferner war er Heilbron von 1921 bis Januar 1923 und von August 1923 bis 1926 als Ministerialdirektor der Leiter der kulturpolitischen und Minderheitenabteilung des Auswärtigen Amtes. In dieser Funktion nahm er 1922 in Berlin an der Eröffnung der Ersten Russischen Kunstausstellung teil. In den Jahren 1926 bis 1931 bekleidete er das Amt des Generalkonsuls in Zürich. 1933 wurde Heilbron in den Ruhestand versetzt.

## Ehrungen
- 1952: Großes Verdienstkreuz mit Stern der Bundesrepublik Deutschland.

## Werke
- Fritz Heilbron: Presse. In: Paul Herre, Kurt Jagow (Hrsg.): Politisches Handwörterbuch L-Z. Band 2. K. F. Koehler, Leipzig 1923, S. 357–362.
- Fritz Heilbron: Presseabteilung der Reichsregierung. In: Paul Herre, Kurt Jagow (Hrsg.): Politisches Handwörterbuch L-Z. Band 2. K. F. Koehler, Leipzig 1923, S. 363.
- Fritz Heilbron: Die 12 Jahre der Einkreisung. In: Wilhelm Ziegler in Verbindung mit dem Arbeitsausschuss deutscher Verbände (Hrsg.). Deutschland und die Schuldfrage. Verlag für Politik und Wirtschaft, Berlin 1923, S. 51–73
- Friedrich Heilbron: Otto Hammann. In:  Deutsches Biographisches Jahrbuch 10, Deutsche Verlags-Anstalt, Stuttgart 1931, S. 93–108
- Friedrich Heilbron: Otto Hammann. In: Neue Zürcher Zeitung 19. Juni 1928